# 에고 겐이치
에고 겐이치(일본어: 江後 賢一, 1979년 6월 7일 ~ )는 일본의 전 축구 선수이다.

## 구단 경력
과거 방포레 고후, SC 돗토리, 에히메 FC에서 활동하였다.